# 俺の持論
『俺の持論』（おれのじろん）は、2017年10月15日（14日深夜）から 2018年3月11日（10日深夜）まで、テレビ朝日で毎週日曜0:30 - 1:00（土曜深夜）に放送されていたバラエティ番組。レギュラー放送開始前の10月7日（土曜日）23:05 - 23:59にパイロット版が放送された。

## 概要
様々な「持論」を持ったタレントたち（論者）が、リスナー役のタレントや番組観覧者を前に、その「持論」を主張するプレゼンバラエティ。
番組開始当初は、論者がほぼ一方的に自らの持論を主張するのみであったが、2018年1月放送回より、番組観覧者が論者に対して反論や意見を主張することも可能になった。
同時に、番組観覧者が番組収録中にリアルタイムでTwitterに感想を投稿することが認められたため、番組観覧者以外の人もTwitterを閲覧することで、番組収録の進行状況をある程度把握できるようになった。
なお、番組収録中に番組観覧者がTwitterに投稿した内容は、リスナー役のタレントたちも目の前に置かれたモニターで確認できるほか、番組放送時には一部の投稿がテレビ画面下部にて紹介される。

## 出演者

### ナレーション
- 樅野太紀  -「ろんじぃ」の声
- 弘中綾香（テレビ朝日アナウンサー） -「天ちゃん」の声

### 準レギュラー（不定期出演）

#### 論者
- 中田敦彦（オリエンタルラジオ）

#### リスナー
- 澤部佑（ハライチ）
- 岡本夏美

## 放送内容
| 2017年 | 2017年   | 2017年                             | 2017年                                           | 2017年                                 | 2017年                                                     | 2017年 |
| #      | 放送日   | 論者                               | 持論                                             | リスナー                               | 備考                                                       |        |
| ------ | -------- | ---------------------------------- | ------------------------------------------------ | -------------------------------------- | ---------------------------------------------------------- | ------ |
| SP     | 10月7日  | 伊集院光                           | 日本人総マリオネット論                           | 岡本夏美 澤部佑（ハライチ） 松井玲奈   | パイロット版（土曜23:09 - 23:59）                          |        |
| SP     | 10月7日  | 藤本美貴                           | 女はちょっとブスが1番得する論                    | 岡本夏美 澤部佑（ハライチ） 松井玲奈   | パイロット版（土曜23:09 - 23:59）                          |        |
| SP     | 10月7日  | 中田敦彦（オリエンタルラジオ）     | いとも簡単に不倫と浮気撲滅できる論               | 岡本夏美 澤部佑（ハライチ） 松井玲奈   | パイロット版（土曜23:09 - 23:59）                          |        |
| 1      | 10月15日 | 山崎ケイ（相席スタート）           | 仮定ブス幸福論                                   | 足立梨花 伊集院光 大和田南那           |                                                            |        |
| 1      | 10月15日 | 堀江貴文                           | 飲食店に料理のおいしさ必要ない論                 | 足立梨花 伊集院光 大和田南那           |                                                            |        |
| 2      | 10月29日 | 岩井勇気（ハライチ）               | カワイイ男子が若者の恋愛離れを救う論             | 岡本夏美 澤部佑（ハライチ） 松井玲奈   |                                                            |        |
| 2      | 10月29日 | 柴田英嗣（アンタッチャブル）       | 芸能界で才能が無くても長く生き残れる論           | 岡本夏美 澤部佑（ハライチ） 松井玲奈   |                                                            |        |
| 3      | 11月5日  | 立川志らく                         | 世の中から炎上をなくす方法論                     | ベック 向井慧（パンサー） 箭内夢菜     | 36分繰り下げ（1:06 - 1:36）                                |        |
| 3      | 11月5日  | 堀江貴文                           | 飲食店に料理のおいしさ必要ない論2                | 足立梨花 伊集院光 大和田南那           | 36分繰り下げ（1:06 - 1:36）                                |        |
| 4      | 11月12日 | 中田敦彦（オリエンタルラジオ）     | コンプレックスに悩む人のための才能の見つけ方論   | 岡本夏美 澤部佑（ハライチ） 鈴木あきえ |                                                            |        |
| 5      | 11月19日 | 須藤凜々花                         | 優しいウソ極悪論                                 | 岡本夏美 澤部佑（ハライチ） 鈴木あきえ |                                                            |        |
| 6      | 11月26日 | 古坂大魔王                         | PPAPから学ぶハッピーちゃん論                     | 岡田結実 澤部佑（ハライチ） 山根千佳   |                                                            |        |
| 7      | 12月3日  | 古坂大魔王                         | 忘年会で使える「笑い」の取り方論                 | 岡田結実 澤部佑（ハライチ） 山根千佳   |                                                            |        |
| 8      | 12月10日 | 中田敦彦（オリエンタルラジオ）     | 絶対に失敗しない! 謝罪の極意論                   | ベック 向井慧（パンサー） 箭内夢菜     |                                                            |        |
| 9      | 12月17日 | 大和一孝（スパローズ）             | 40種類のバイトを経験した男が見つけた楽なバイト論 | 岡本夏美 澤部佑（ハライチ） 鈴木あきえ | 『持論-1グランプリ2017決勝戦』 15分繰り下げ（0:45 - 1:15） |        |
| 9      | 12月17日 | 屋敷裕政（ニューヨーク）           | 「元ヤンキー」を肩書きにするの禁止論             | 岡本夏美 澤部佑（ハライチ） 鈴木あきえ | 『持論-1グランプリ2017決勝戦』 15分繰り下げ（0:45 - 1:15） |        |
| 9      | 12月17日 | 南川聡史（ピーマンズスタンダード） | 学校に悪役覆面レスラー常駐論                     | 岡本夏美 澤部佑（ハライチ） 鈴木あきえ | 『持論-1グランプリ2017決勝戦』 15分繰り下げ（0:45 - 1:15） |        |

| 2018年 | 2018年  | 2018年                         | 2018年                                               | 2018年                                              | 2018年                      | 2018年 |
| #      | 放送日  | 論者                           | 持論                                                 | リスナー （■＝Twitterのモニター担当）               | 備考                        |        |
| ------ | ------- | ------------------------------ | ---------------------------------------------------- | --------------------------------------------------- | --------------------------- | ------ |
| 10     | 1月14日 | 久保田かずのぶ（とろサーモン） | すべての負け組に捧げる人生大逆転論                   | 横山由依（AKB48） 澤部佑（ハライチ）■ 森田紗英      | 5分繰り下げ（0:35 - 1:05）  |        |
| 11     | 1月21日 | 品川祐（品川庄司）             | 嫌われないためのコミュニケーション論                 | 岡本夏美 橋本直（銀シャリ）■ 出口亜梨沙             |                             |        |
| 12     | 1月28日 | 有村藍里                       | 誹謗中傷も全部受け止めて振り切った方が幸せになれる論 | 岡本夏美 橋本直（銀シャリ）■ 出口亜梨沙             | 15分繰り下げ（0:45 - 1:15） |        |
| 13     | 2月4日  | ビビる大木                     | 「何者」という生き方幸福論                           | 岡田結実 澤部佑（ハライチ） 山根千佳                |                             |        |
| 14     | 2月11日 | みちょぱ                       | 嫁にするならギャルの方が良くね?論                    | 長澤茉里奈 澤部佑（ハライチ） 岩井勇気（ハライチ）■ | 15分繰り下げ（0:45 - 1:15） |        |
| 15     | 2月18日 | 高木晋哉（ジョイマン）         | どん底の幸福の中にこそ幸せがある論                   | 加藤ナナ 柴田英嗣（アンタッチャブル） 岡本夏美■     |                             |        |
| 16     | 2月25日 | カンニング竹山                 | テレビの未来はワイドショー番組が握っている論         | 忍野さら 柴田英嗣（アンタッチャブル） 岡田結実■     | 15分繰り下げ（0:45 - 1:15） |        |
| 17     | 3月4日  | 井上マー                       | カーリング女子に学ぶモテ女子論                       | emma 千原ジュニア 岩井勇気（ハライチ）■             |                             |        |
| 17     | 3月4日  | りゅうちぇる                   | 幸せになるには自分を知ることが大事論                 | 長沢裕 千原ジュニア 岡田結実■                       |                             |        |
| 18     | 3月11日 | 井口浩之（ウエストランド）     | 飲食店バイトを必修科目にすべき論                     | emma 千原ジュニア 岩井勇気（ハライチ）■             | 15分繰り下げ（0:45 - 1:15） |        |
| 18     | 3月11日 | 森田哲矢（さらば青春の光）     | 女子にモテるにはお金も見た目も才能も一切関係ない論   | emma 千原ジュニア 岩井勇気（ハライチ）■             | 15分繰り下げ（0:45 - 1:15） |        |

## スタッフ
- 構成：樅野太紀、楠田信行、飯塚大悟、下川悟
- TM：福元昭彦
- TD：斉藤紘志
- カメラ：石渡剛
- 音声：林田群士
- VE：橋口司
- 照明：井場琢哉
- 美術：井磧伸介
- 美術進行：吉居真夏
- 大道具：山本勇太郎
- モニター：鈴木準司
- メイク：川口カツラ店
- CG・デザイン：山崎信
- イラスト：majocco
- キャラクターデザイン：北嶋一喜
- 編集：神宮寺暁
- MA：斉藤亮
- 音響効果：加藤剛
- TK：夏目理恵子
- 編成：瀧川恵、高崎壮太
- 宣伝：佐々木智世
- デスク：小林裕美子
- 美術協力：tv asahi create
- 技術協力：テイクシステムズ
- 制作協力：FOOLEN LARGE
- ナレーション：弘中綾香（テレビ朝日アナウンサー）、樅野太紀
- 制作スタッフ：神野泰輔、岩崎隼也、小林未来、杉本瑞季
- AP：川島典子、竹内もも子、中尾まなみ
- ディレクター：北山友亮、八島崇行、宮本大輔
- 演出：北野貴章
- プロデューサー：金井大介、高木大輔
- ゼネラルプロデューサー：畔柳吉彦
- 制作著作：テレビ朝日